# Tim Rathbone
Pour les articles homonymes, voir Rathbone.
John Rankin Rathbone, dit Tim Rathbone, né à Londres le 17 mars 1933 et mort le 12 juillet 2002, est un homme politique britannique.

## Biographie
Tim Rathbone grandit dans une famille engagée en politique. Les Rathbone sont une importante famille de marchands à Liverpool au XVIIIe siècle. William Rathbone (en) (1757-1809) est fortement engagé contre le commerce d'esclaves; William Rathbone (1787-1868) est maire libéral de Liverpool, philanthrope et réformateur social. Son fils William est lui aussi un philanthrope et réformateur social, ainsi que député libéral à la Chambre des communes. La fille de celui-ci, Eleanor Rathbone, grand-tante de Tim Rathbone, est militante féministe et députée indépendante. Le père de Tim Rathbone, John Rathbone, est député conservateur et pilote de chasse dans la Royal Air Force, tué durant la Seconde Guerre mondiale en 1940 ; c'est alors la mère de Tim, Beatrice Rathbone, qui est élue pour lui succéder à la Chambre des communes,,,.
À l'entame de la Seconde Guerre mondiale, John et Beatrice Rathbone envoient leurs deux enfants en sécurité chez la famille de Beatrice à Boston, aux États-Unis. Pour cette raison, Tim Rathbone effectue une partie de son éducation secondaire à Long Island. De retour au Royaume-Uni, il est élève au collège d'Eton puis étudie philosophie, politique et économie au collège Christ Church de l'université d'Oxford, où ses parents avaient également été étudiants. Il retourne ensuite aux États-Unis étudier la gestion d'entreprise à l'École de commerce de Harvard. Dans le même temps, il effectue son service militaire au Royaume-Uni comme second lieutenant dans le régiment King's Royal Rifle Corps. À l'issue de ses études il travaille deux ans pour une banque de la cité de Londres puis est employé par une entreprise publicitaire à New York. En 1966 il revient au Royaume-Uni et travaille comme responsable de la publicité du Parti conservateur, après la défaite cuisante du parti aux élections législatives de 1966. Il n'occupe cette fonction que deux ans, puis devient l'un des directeurs d'une entreprise publicitaire à Fleet Street, à Londres,,.
Il est élu député conservateur de la circonscription de Lewes aux élections législatives de février 1974, et y est réélu ensuite à cinq reprises. Membre de l'aile gauche du Parti conservateur, durant ses premiers mois à la Chambre il soutient la réforme exigeant que les députés rendent publics leurs intérêts privés, soutient la volonté du gouvernement travailliste d'accorder une dévolution de pouvoirs à l'Écosse et au pays de Galles, et appelle à l'adoption d'un système électoral de représentation proportionnelle afin notamment d'adoucir les clivages et les confrontations entre les deux principaux partis, conservateur et travailliste. À l'issue d'une visite en Rhodésie, il exprime le souhait que le Royaume-Uni en reprenne le contrôle au gouvernement blanc d'Ian Smith afin d'y instaurer la démocratie pour la majorité noire du pays,,.
En 1979 les conservateurs retrouvent le pouvoir, menés par Margaret Thatcher. Tim Rathbone est nommé secrétaire parlementaire privé auprès de Gerald Vaughan, le ministre de la Santé. Il conserve cette fonction jusqu'en 1982, puis est secrétaire parlementaire privé au ministère du Commerce extérieur de 1982 à 1983, et brièvement auprès du ministre des Arts en 1985. N'étant pas thatchérien, il n'est jamais nommé ministre, et poursuit une carrière de député d'arrière-ban. Il visite l'Afrique du Sud en 1985 et devient l'un des organisateurs, au sein du Parti conservateur, d'un groupe de campagne contre l'apartheid. En 1986 il invite Oliver Tambo, président du Congrès national africain et vivant en exil au Royaume-Uni, à venir d'exprimer devant un ensemble de députés conservateurs. Il vote par ailleurs contre l'instauration par le gouvernement Thatcher de la capitation (poll tax),.
Pro-européen, lors des élections législatives de 1997 il fait face dans sa circonscription aux candidats de deux partis de droite anti-européens : le Parti pour un référendum (en) et le Parti pour l'indépendance du Royaume-Uni (UKIP). Ces deux adversaires recueillent ensemble suffisamment de voix (5,5 %) pour diviser l'électorat conservateur et faire perdre son siège à Tim Rathbone : Il obtient 40,6 % des voix, et le candidat libéral-démocrate Norman Baker, lui aussi pro-européen, remporte la circonscription avec 43,2 % des suffrages. Tim Rathbone retourne dans le milieu des affaires et travaille pour une entreprise de consultants dans l'accès aux sponsors. En août 1999 il est exclu du Parti conservateur pour avoir soutenu un mouvement dissident, l'éphémère Parti conservateur pro-européen (en), aux élections européennes cette année-là. Il meurt d'un cancer trois ans plus tard,.